# Шахар Цубері
Шахар Цубері (нар. 1 вересня 1986) — ізраїльський яхтсмен, олімпійський медаліст.

## Виступи на Олімпіадах
| Олімпіада  | Дисципліна  | Місце |
| ---------- | ----------- | ----- |
| Пекін 2008 | віндсерфинг | 3     |